# 科学神话
一個科學神話(Scientific myth)就是關於科學的神話。例如，透過持續的實驗和推理所得到的科學發現往往被神化為一個英雄個體的戲劇性靈光一現。

例如，牛頓的萬有引力定律通常被描述為一個蘋果掉落在他頭上的結果。牛頓對蘋果掉落的觀察確實有助於啟發他對這個議題的思考，但他花了大約二十年去全面發展這套理論。就這樣，蘋果的故事成為一個神話。